# Eduard Elpl
Eduard Elpl (9. října 1871 Líšeň – 21. srpna 1959 Brno-Líšeň) byl moravský spisovatel, autor knih pro mládež, povoláním učitel.

## Život
Narodil se v rodině Eduarda Elpla (1825–1880) pololáníka v Líšni a jeho manželky Jozefky, rozené Grünové (1843–1909). Měl staršího bratra Františka (1870–1904), lékaře v Líšni, který vydal r. 1904 Řadu pohádek a pověstí nasbíraných v Líšni u Brna Na Moravě a sestry Růženu (1877) a Amálii (1879–1907). Z prvního manželství otce měl nevlastní sestru Františku Hanzlovou.
Byl učitelem, později řídícím učitelem v Líšni, kde setrval i po odchodu do důchodu. Byl hudebníkem (housle, klavír, varhany) a dlouholetým kronikářem, aktivně usiloval o založení líšeňského muzea. V letech 1945–1948 byl členem Moravského kola spisovatelů.
Dne 12. září 1901 se v Líšni oženil s Marií, rozenou Štěpánkovou (1882–1947), se kterou měl dceru Marii Pelikánovou (1902–1968) a syna Mirka.
Byl pohřben na Ústředním hřbitově v Brně (odd. H5, hrob 392).

### Posmrtná pocta
Po Eduardu Elplovi a jeho synovi Mirku Elplovi byla pojmenována ulice Elplova v Líšni.

## Dílo

### Knižní vydání
- Výbor ze spisů Václava Kosmáka (autor Václav Kosmák, pro mládež upravil Edvard Elpl, ilustrace Adolf Liebscher, Jan Ondráček, Josef Petrůj aj. Brno, tiskem a nákladem Benediktinské knihtiskárny, 1911–1922)
- Gratulant (Sbírka nových blahopřání; Brno, Občanská tiskárna, 1933)
- Stín (Kniha epiky; Brno, A. Černovský, 1934)
- Sedm havranů a jiné pohádky (Libor Kubeš, Eduard Elpl, Karel Jaromír Erben, Božena Němcová; Brno, František Černovský, 1941)
- Z království Krakonošova (Miroslav Netík; Brno, Kutná Hora, F. Černovský, 1941 a 1945)
- 70 vybraných pohádek (ilustroval M. Netík; Brno, F. Černovský, 1944)
- Elplovy nejkrásnější pohádky (Ilustrace M. Netík; Brno, F. Černovský, 1948)